# Priene

Mapa con ciudades griegas de Caria y Jonia, y con islas del Dodecaneso. Priene está en la parte superior, al norte de Mileto.

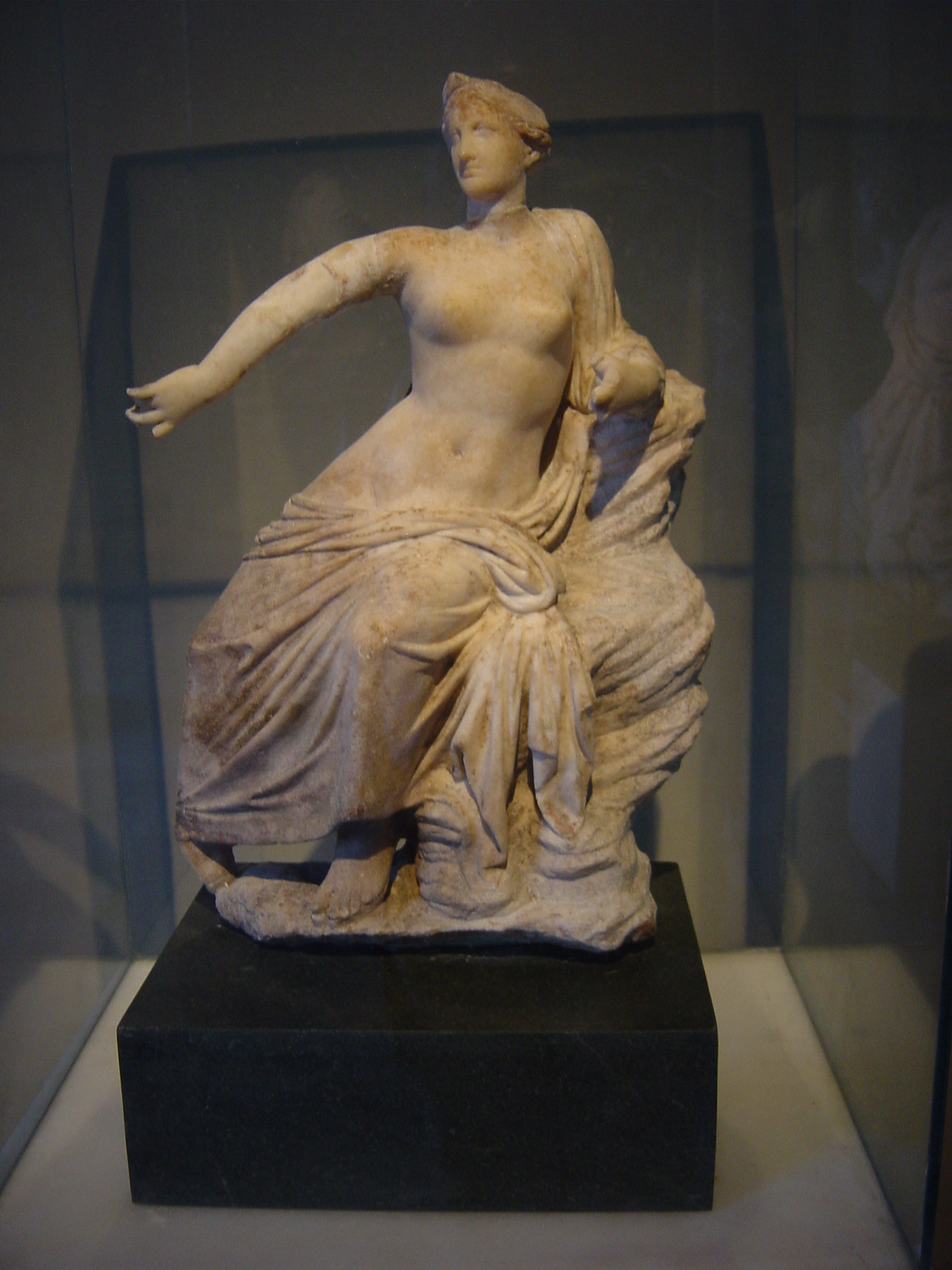
Afrodita de Priene.

Priene (en griego Πριήνη) fue una ciudad de Jonia, en la costa de Caria, al pie de las estribaciones sureste de las montañas Mícala, junto a un río llamado Gaeson o Gaesus. Estaba situada casi 120 km de Esmirna, y tenía dos puertos, pero con el tiempo los depósitos aluviales del Meandro alejaron la costa, quedando convertida en una ciudad de tierra adentro.
Fue la ciudad natal de Mirón de Priene, así como de Bías, uno de los Siete Sabios de Grecia. 

## Fundación y época arcaica
La leyenda la hace fundada por Filotas y Épito, hijo de Neileo, en territorio cario. Debido a que ambos eran beocios, fue en origen llamada Cadme. Llegó a ser un importante centro religioso, pues en su territorio se encontraban el Panjonio, un templo de Poseidón, un templo de Atenea y uno de Deméter.
Fue una de las doce ciudades jonias. Sometida por el rey Ardis de Lidia, pasó a ser parte del imperio persa en 546 a. C. A comienzos del siglo V a. C., participó en la revuelta jónica y en la batalla naval de Lade.

## Época clásica y helenística
Tras el periodo bélico conocido como guerras médicas, en 450 a. C. se adhirió a la Liga de Delos y quedó bajo influencia ateniense hasta mediados del siglo IV a. C. En 440 a. C., Mileto entró en conflicto con la isla de Samos por la posesión de la ciudad de Priene. Atenas apoyó a Mileto, y Samos fue derrotada.

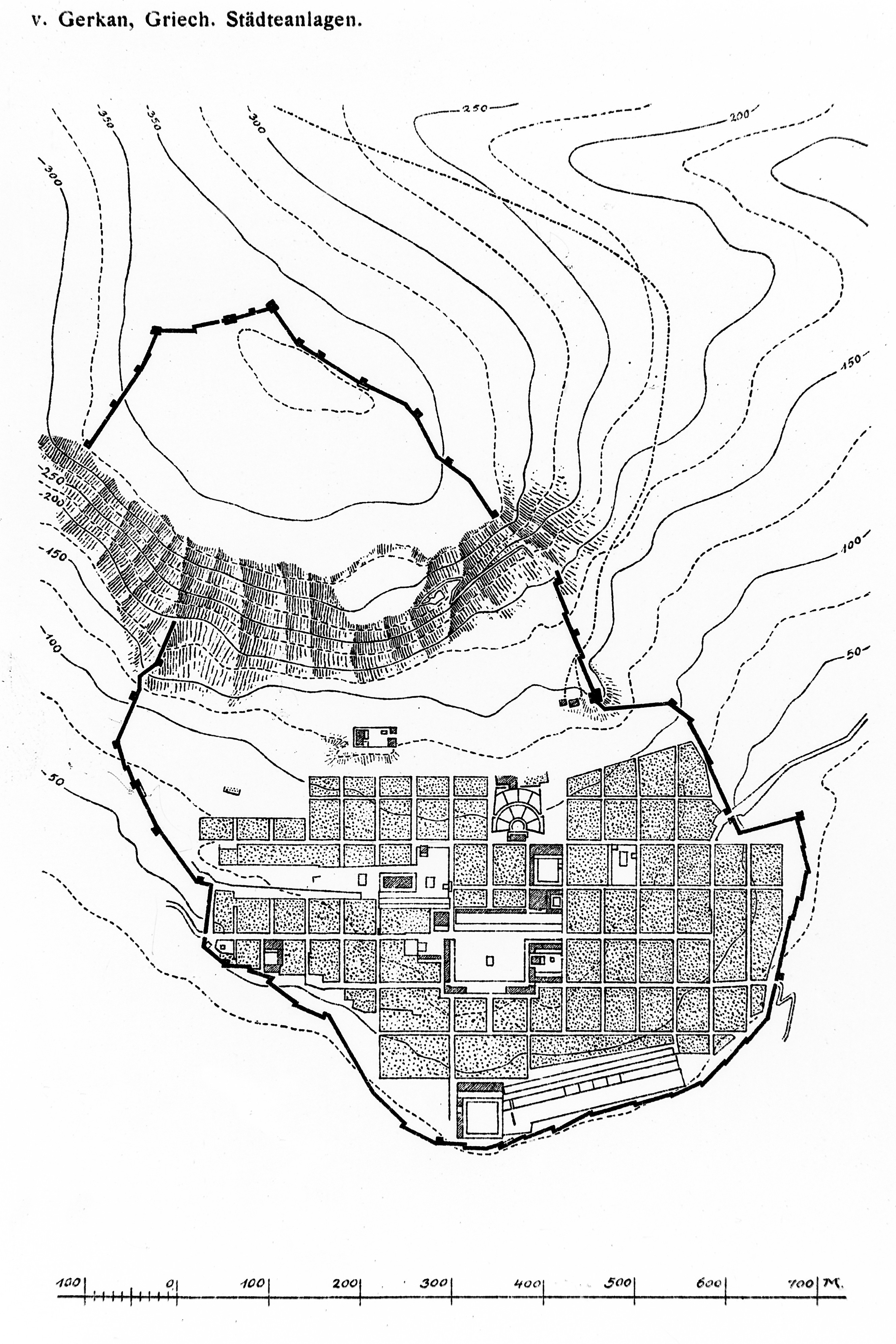
Plano de Priene, período helenístico, con la acrópolis en la parte superior.

La época helenística comienza por la conquista de Anatolia por Alejandro Magno, y supuso un periodo de refundación de la ciudad, liberada de toda influencia persa. En 334 a. C. Alejandro visitó Priene, donde hizo una ofrenda en el templo de Atenea, antes de asediar Mileto, no lejos de allí. Tras la muerte de Alejandro, la ciudad estuvo sucesivamente bajo la influencia de los Ptolomeos, de los Seléucidas y de la realeza de Pérgamo (los Atálidas).
Hubo conflictos bélicos entre Samos y Priene en fechas indeterminadas. Además se han conservado inscripciones de principios del siglo II a. C. en las que se pretendía dirimir un contencioso entre ambas ciudades por la posesión de una localidad llamada Driusa, en el macizo de Mícala. En 155 a. C., Priene fue atacada e incendiada por el rey de Capadocia, Ariarates V, deseoso de apropiarse del tesoro de la ciudad.

## Época romana y bizantina
A la muerte del rey Átalo III, rey de Pérgamo, en 133 a. C., Priene fue incorporada, como todas las tierras del soberano que fueron legadas por testamento, a la República romana. Tras un período de desórdenes ligados a la piratería, muy extendida en esta época, la ciudad encontró su tranquilidad a finales del siglo I a. C., en la época del principado de Augusto. Pero, cortado su acceso al mar por haber desaparecido el brazo que la enlazaba al Meandro, la ciudad perdió poco a poco su atractivo comercial y, consecuentemente, un gran número de habitantes.
En época bizantina, Priene se convirtió en una ciudad episcopal hasta mediados de la Edad Media, período en el que fue abandonada completamente.
Sus ruinas, bien conservadas (Teatro, Buleuterio), se encuentran en el territorio de la provincia de Aydin, en Turquía, en Güllübahce, a 15 kilómetros de la ciudad de Söke.